# Wilhelm Schneider (Komponist)
Johann Georg Wilhelm Schneider (* 5. Oktober 1781 in Rathenow; † 17. Oktober 1811 in Berlin) war ein deutscher Pianist und Komponist. 
Schneider war der Sohn eines Organisten. Vom sechsten Lebensjahr an erhielt er eine musikalische Ausbildung und besuchte das Gymnasium zum Grauen Kloster in Berlin. Später studierte er Theologie in Halle. Dort wurde er besonders von den Musikern Daniel Gottlob Türk und Johann Friedrich Reichardt geprägt und fiel als virtuoser Pianist auf. Ab 1806 wurde er als Pianist in Berlin erfolgreich. Er beherrschte auch das Geige-, Bratsche- und Violoncello-Spiel. Als Komponist war Schneider vornehmlich für seine Klavierwerke und Lieder bekannt. Die meisten seiner Lieder erschienen jedoch erst nach seinem frühen Tode an der Schwindsucht 1811. 
Schneider hinterließ zwei Opern, 23 Klavierwerke und über 50 Lieder, darunter viele Vertonungen von Werken Goethes. Am bekanntesten ist die Vertonung der Ballade „Der König in Thule“, welche 1805 veröffentlicht wurde.

## Werke (Auswahl)

### Lieder
- An die Beschützerin der Tonkunst (1803, Vertonung des ersten Liedes aus »Das merkwürdige musikalische Leben des Tonkünstlers Joseph Berglinger« in »Herzensergießungen eines kunstliebenden Klosterbruders« von Wilhelm Heinrich Wackenroder und Ludwig Tieck)
- Hochzeitsliedchen (1803, Vertonung des Gedichts »Hochzeitlied« von L. Tieck)
- Lied (1803, Vertonung des Gedichts »Lied« von Friedrich Schlegel)
- Sehnsucht (1803, Vertonung des Lieds der Lila aus »Prinz Zerbino oder die Reise nach dem guten Geschmack « 2. Akt, 5. Szene von L. Tieck)
- Geistliches Lied (1803, Vertonung des 5. »Geistlichen Lieds« von Novalis)
- Wonne der Wehmuth (1803, Vertonung des Gedichts »Wonne der Wehmut« von Johann Wolfgang Goethe)
- Sehnsucht nach dem Tode (1804, Vertonung der »6. Hymne an die Nacht« von Novalis)
- Der Konig in Thule (1805, Vertonung der Ballade »Der König in Thule« von J. W. Goethe)
- Die Sterne (1805, Vertonung des Gedichts »Die Sterne« von Siegfried August Mahlmann)
- Das Lieblingsörtchen (1805, Vertonung des Gedichts »Das Lieblingsörtchen« von Sophie Mereau)
- An den Erlöser (1805, Vertonung des Gedichts »Bergmannsleben« von Novalis)
- Marmotte (1805, Lied des Marmotte aus »Das Jahrmarktsfest von Plundersweilern« von J. W. Goethe)

### Klavierwerke
- Melodien der besten Commerslieder: Fürs Clavier bearbeitet (1801)
- Walzer (fürs Clavier) (1803)
- Ecossaise (1803)
- Variations faciles pour le Pianoforte sur la Marche de la Tragédie: Die Weihe der Kraft (1811)
- XI variations sur menuet à la Viganò: pour le pianoforte (1813, postum)
- Trio für 3 Fortepiano (sein letztes Werk, 1811 entstanden)